# Arroyo de Tavor
Arroyo de Tavor (en hebreo: נחל תבור; Nahal Tavor, también en árabe:وادي البيره, Wadi al-Bireh) es una corriente intermitente en la Baja Galilea, al norte del país asiático de Israel.
La corriente comienza en las colinas de Nazaret, al este de la ciudad, y se extienden hacia el este y al sur del Monte Tabor, donde gira al este y luego desemboca en el río Jordán entre Gesher y la Fortaleza de Belvoir.
Tres flujos alimentan la corriente dentro de los límites de la Reserva Natural Nahal Tavor, Ein Rechesh, Ein Ze'ev, y Ein Shachal.